# 映画天国
『映画天国』（えいがてんごく）は、日本テレビで2001年3月7日（8日未明）から2021年3月22日（23日未明）まで放送されていた映画番組。
2001年3月7日に『水曜映画』として放送開始（第一回放映作品は石井聰亙監督の『ユメノ銀河』）。2001年10月からは『火曜映画』、2002年4月からは『月曜映画』、2009年4月に『映画天国』にそれぞれ改題された。当番組は、同じく日本テレビ系列で放送されている『金曜ロードショー』と共にスタンリーが公式キャラクターとして起用されている（ただし、『金曜ロードSHOW!』枠では細田守監督の制作によるオープニング映像にリニューアルされたため、現在は使用されていない）。2021年3月22日（23日未明）をもってレギュラー放送を終了（最終回放映作品はウィル・グラック監督の『ANNIE/アニー』）。同年5月5日（6日未明）に放送された『機動戦士ガンダム 逆襲のシャア』を機に、不定期番組として再始動した。

## 番組基本構成
- オープニング
- 映画紹介コーナー（公開間近または公開間もない映画作品の紹介をコンセプトに行うコーナー）
  - 2004年5月 - 2006年3月までは山崎バニラによる『シネマサイレントナイト』が放送された。和服に銀髪のおかっぱ頭のいでたちで、大正琴を弾き語りながらの活弁士として映画紹介を行った。
  - その後、最新映画のプロモーションを流した後、「言葉の自爆テロ」として清水宏が登場するパターンに。アンパンマンのおもちゃの電話で指令を受けた後、作品に対しての彼独自のイメージを暴走させ、紹介映画そのものからかけはなれたシュールな世界観での映画紹介活動（一人コント）を行う。日によっては、映画プロモーションを後に流す場合もある。
  - 2007年8月より「ことだまcinema」と題し、映画のキーワードに関連する文学作品を朗読し、最新映画を紹介。その後、ジョークで締めるという構成。
  - 2012年から「映画の穴」と題し、エロメール添削家の赤ペン瀧川先生が映画を添削する。
  - 2013年10月8日からは、新作紹介コーナー「銀幕アキさま」を開始し、中田有紀がナビゲーターを務める[3]。
  - 2015年9月22日からは、上記コーナーのリニューアル版「銀幕アキさま2」を開始。
  - 2016年1月26日をもって、中田が寿卒業する形で「銀幕アキさま2」が終了（この回の紹介作品は『さらば  あぶない刑事』）。最後は「いやぁー、映画って本当にいいものですね。さよなら、さよなら、さよなら。」と、水野晴郎と淀川長治の有名なセリフを組み合わせた言葉で締め括った。
  - 2016年2月16日から、川田裕美がナビゲーターを務める「銀幕ロミさま」を開始。
  - 2016年3月29日をもって、「銀幕ロミさま」が終了（この回で放送した映画は『スピード』）。川田の場合は（日本テレビ系の番組ではあるが）「あなたのハートには何が残りましたか。さよなら、さよなら、さよなら。」と、木村奈保子と淀川長治のセリフを組み合わせた言葉で締め括られた。
  - 2016年4月からは落語家の三遊亭王楽が「映画」×「落語」というスタイルで映画を紹介。
  - 2017年1月からは東海エリア出身・在住のメンバーで構成された10人組ユニット、BOYS AND MENが最新機器「全天球カメラ」を使いゲーム形式で映画を紹介。
  - 2018年4月からはお笑いコンビのさらば青春の光が新作映画のタイトルをテーマに番組オリジナルの書下ろしコントを披露し、映画を紹介。
  - 2020年1月からは佐藤梨那（日本テレビアナウンサー）がクイズ形式「映画マイスターへの道」で映画を紹介。
- 映画オンエア
  - 洋画の字幕作品を主に放送しているが[4]、最近では邦画や（映画版とは限らない）アニメも放送されるようになっている。また、近日中に『金曜ロードSHOW!』で放送される映画または出演者の関連作品を本枠にて放送する場合もある[5][6]。
  - 過去に放送した海外連続ドラマの再放送を、2本立てで6週程度連続して行うこともある。

## 放送作品（不定期放送以降）
| 放送日          | 作品名                                      |
| --------------- | ------------------------------------------- |
| 2021年5月6日    | 機動戦士ガンダム 逆襲のシャア               |
| 2021年5月27日   | リトル・ニキータ                            |
| 2021年10月13日  | ルパン三世 グッバイ・パートナー             |
| 2021年12月7日   | クルードさんちのはじめての冒険              |
| 2021年12月14日  | シュレック2                                 |
| 2022年2月1日    | パプリカ                                    |
| 2022年10月25日  | 秒速5センチメートル                         |
| 2022年10月25日  | 言の葉の庭                                  |
| 2025年4月29日 ★ | スター・ウォーズ エピソード5/帝国の逆襲     |
| 2025年5月6日 ★  | スター・ウォーズ エピソード6/ジェダイの帰還 |

- 実際の放送は翌日未明。
- ★は特別版として放送。

## 放送時間
- 月曜1:59-（2021年3月時点）。
- 編成の都合で放送開始時刻が繰り下がることがしばしばある。放送終了時刻は2014年4月1日までは「Oha!4 NEWS LIVE」（日テレNEWS24（CS）制作）の4:00開始を堅持する関係で、再遅で4:00終了となっていた[7]（年末年始編成で『Oha!4 NEWS LIVE』[8]が休止または「Oha!6 NEWS LIVE」（日テレNEWS24（CS）制作）として開始時刻繰り下げ・放送尺変更となる場合には、4:00[9]を超えて放送される場合もある）。早終了時は4:00[9]まで基本的には「日テレNEWS24」のフィラーを放送する[10]が、年末年始編成時はこの限りではない。2014年4月8日からは3:58終了を原則とし、再遅でも4:00終了となっていたが、2017年10月3日からは3:59終了を原則とし、再遅でも4:00終了となっている。3:59終了時は4:00まで広報番組の「日テレみどころ」を放送する。
- 元日が火曜にあたる場合は全国ネットの年越し番組を放送するため、他日振り替えで放送することがある。
- 時間の都合に応じて、日によってはオープニングやエンディングは適度にカットされる場合もある。

## スタッフ
- 制作協力：AXON
- AP：阿部みづき
- プロデューサー：谷生俊治（日テレ）→ 岩佐直樹（日テレ）
- 制作：北條伸樹（日テレ）
- 製作著作：日テレ

## その他
- 東日本大震災発生後、日本テレビにおいて、報道特番および通常枠の報道・情報番組（枠拡大したものも含む。）以外で放送された番組は、2011年3月15日1:59 - 4:00放送の当番組「ラブソングができるまで」が最初であった。
- 2011年3月29日放送分は停波のため放送休止となる予定であったが、東日本大震災関連の速報ニュースが入った場合にカットインできるよう終夜放送を行うこととなったため、1:59 -3:55に当番組「いつかあなたに逢う夢」・3:55 - 4:00に「日テレNEWS24」[11]をそれぞれ放送した。
- 2013年2月5日放送分はこの年から地上波では関東ローカルになった「スーパーボウル」の録画中継のため休止となったが、同年3月17日（日曜日）15:25 - 17:20に振り替え、特別放送が行われた（作品は「釣りバカ日誌6」）[12]。
- 2014年、『金曜ロードSHOW!』でエヴァ祭りが行われており同枠でもエヴァ祭りとして『新世紀エヴァンゲリオン劇場版Air/まごころを君に』が放送されたが一部が都合により音声のみで放送された。